# Jean-Michel Houllegatte
Pour les articles homonymes, voir Houllegatte.
Jean-Michel Houllegatte, né le 30 mai 1958 à Cherbourg (Manche), est un homme politique français.
De 2017 à 2023, il est sénateur de la Manche, membre du groupe d'amitié France-Saint-Siège.

## Biographie

### Carrière professionnelle
Il est ingénieur de formation.

### Parcours politique
Il adhère au PS en 1977.
Jean-Michel Houllegatte poursuit son engagement politique au sein du conseil municipal de Cherbourg-Octeville. De 2008 à 2012, il est l'adjoint du maire, Bernard Cazeneuve. À la suite de la démission de ce dernier, il est élu maire en 2012,, et est réélu en 2014,,,.
Il est élu conseiller général du canton de Cherbourg-Octeville-Nord-Ouest lors des cantonales de 2008. Il ne se représente pas lors des départementales de 2015,.
Le 13 septembre 2012, il est élu 15e vice-président de la communauté urbaine de Cherbourg. Il est vice-président de la communauté d'agglomération du Cotentin.
Lors de la création en 2016 de la commune nouvelle de Cherbourg-en-Cotentin, Jean-Michel Houllegatte devient maire délégué de Cherbourg-Octeville et adjoint au maire de Cherbourg-en-Cotentin chargé de l'économie, de l'enseignement supérieur, de l'aménagement numérique du territoire et de la contractualisation.
Le 24 septembre 2017, il est élu sénateur de la Manche,. Touché par le cumul des mandats, il démissionne de ses mandats de maire délégué de Cherbourg-Octeville et d'adjoint au maire de Cherbourg-en-Cotentin.
Il soutient François Hollande à la présidentielle de 2012,.
En janvier 2013, il suscite la controverse en annonçant qu'il ira manifester "à titre personnel" à Paris contre le mariage pour tous, avant de finalement se rétracter,.
Il soutient Manuel Valls à la primaire socialiste de 2017.